# Pirata fabella
Pirata fabella är en spindelart som först beskrevs av Karsch 1879.  Pirata fabella ingår i släktet Pirata och familjen vargspindlar. Inga underarter finns listade i Catalogue of Life.